# NGC 2565
NGC 2565 é uma galáxia espiral barrada (SBbc) localizada na direcção da constelação de Cancer. Possui uma declinação de +22° 01' 53" e uma ascensão recta de 8 horas, 19 minutos e 48,2 segundos.